# G1 Therapeutics
G1 Therapeutics, Inc. — американская биофармацевтическая компания, со штаб-квартирой в Северной Каролине. Компания специализируется на разработке и коммерциализации низкомолекулярных терапевтических средств для лечения больных раком.

## История
Компания G1 Therapeutics была основана в 2008 году Норманом Шарплессом, 15-м директором Национального института рака, и Квок-Кином Вонгом для разработки и коммерциализации лекарственных препаратов-кандидатов, обнаруженных в лаборатории Шарплесса в Университете Северной Каролины в Чапел-Хилле и получившей лицензию от неё. Первыми инвесторами в G1 были Hatteras Venture Partners и Фред Эшельман, основатель PPD, Inc. Другие ранние инвесторы включали венчурный фонд AstraZeneca MedImmune Ventures и Cormorant Asset Management.
G1 стала публичной 17 мая 2017 года и торгуется на NASDAQ под тикером GTHX. 30 сентября 2020 года компания объявила, что генеральный директор Марк Веллека уйдет в отставку 1 января 2021 года, и его заменит Джек Бейли, бывший президент США по фармацевтическим препаратам и вакцинам GlaxoSmithKline.

## Линии продуктов

### Трилациклиб — G1T28
Трилациклиб (торговая марка Cosela), низкомолекулярный ингибитор CDK4/6, является первой в своем классе революционной терапией, назначенной Управлением по санитарному надзору за качеством пищевых продуктов и медикаментов (FDA), предназначенной для улучшения результатов для онкологических больных, получающих химиотерапию. Первым целевым показанием препарата является мелкоклеточный рак легкого (МРЛ). Пациенты, получающие химиотерапию в рамках лечения МРЛ, часто испытывают вызванную химиотерапией миелосупрессию. В трех рандомизированных плацебо-контролируемых исследованиях МРЛ трилациклиб при введении пациентам до химиотерапии значительно снижал частоту миелосупрессии, вызванной химиотерапией, и потребность в поддерживающей терапии.
Трилациклиб — один из нескольких новых агентов, находящихся на рассмотрении для лечения рака груди в рамках серии клинических испытаний I-SPY, организованных Quantum Leap Healthcare Collaborative.
В июне 2020 года G1 подала заявку на новый лекарственный препарат в Управление по санитарному надзору за качеством пищевых продуктов и медикаментов (FDA). Заявке было предоставлено приоритетное рассмотрение с датой Закона о плате за рецептурные препараты (PDUFA), установленной на 15 февраля 2021 года.
В сентябре 2020 года G1 запустила программу расширенного доступа, обеспечивающую пациентам с SCLC доступ к трилациклибу, пока препарат находится на рассмотрении FDA. FDA одобрило использование трилациклиба при МКРЛ 12 февраля 2021 года.
В октябре 2020 года G1 инициировал регистрацию фазы 3 (NCT04607668 — PRESERVE 1), оценивающую влияние трилациклиба на миелопресервацию и противоопухолевую эффективность у пациентов, получающих химиотерапию по поводу метастатического колоректального рака.
12 февраля 2021 года FDA одобрило трилациклиб в качестве средства для снижения частоты миелосупрессии, вызванной химиотерапией, у пациентов, получающих определённые виды химиотерапии при обширной стадии мелкоклеточного рака легкого.
В марте 2021 года трилациклиб был добавлен в Руководство по клинической практике в онкологии Национальной комплексной онкологической сети (NCCN) в качестве подходящего профилактического варианта для снижения частоты миелосупрессии, вызванной химиотерапией, у пациентов, проходящих химиотерапию из-за мелкоклеточного рака легкого на обширной стадии.
В марте 2021 года компания начала регистрацию фазы 3 (NCT04799249 — PRESERVE 2) по оценке трилациклиба у пациентов, получающих химиотерапию гемцитабином первой или второй линии и карбоплатин при местнораспространенном, неоперабельном или метастатическом тройном отрицательном раке молочной железы.
В апреле 2021 года G1 инициировала исследование фазы 2 (NCT04863248 — PRESERVE 4) по оценке трилациклиба у пациентов с метастатическим немелкоклеточным раком легкого, получающих химиотерапевтическое средство доцетаксел.
В мае 2021 года G1 инициировала исследование фазы 2 (NCT04887831 — PRESERVE 3) по оценке трилациклиба у пациентов с метастатическим раком мочевого пузыря, получающих химиотерапию с последующим введением авелумаба.

### Ринтодестрант — G1T48
Ринтодестрант, пероральный селективный разрушитель рецепторов эстрогена (SERD), разрабатывается для лечения распространенного рака молочной железы ER-Positive, HER2-Negative, как в виде монотерапии, так и в комбинации с палбоциклибом, ингибитором CDK 4/6, продаваемым Pfizer как Ibrance.

### Лероциклиб — G1T38
Лероциклиб — мощный селективный пероральный ингибитор CDK4/6. Доклинические и ранние клинические данные продемонстрировали, что лероциклиб отличается от других ингибиторов CDK4/6 на основании его благоприятного профиля безопасности и способности непрерывно дозироваться с менее ограничивающей дозу нейтропенией.

## Сотрудничество
- В июне 2020 года G1 заключила соглашение о коммерциализации с Boehringer Ingelheim для совместного продвижения трилациклиба при ГРЛ в США и Пуэрто-Рико.
- В августе 2020 года Simcere Pharmaceuticals лицензировала права на разработку и коммерциализацию трилациклиба для Китая.
- G1 имеет неисключительное клиническое соглашение о поставках с Pfizer на предоставление палбоциклиба для исследования рака молочной железы ринтодестранта / палбоциклиба.
- В июле 2020 года G1 заключила лицензионное соглашение на лероциклиб с EQRx. Лицензия предоставляет исключительные права на разработку препарата для США, Европы, Японии и других мировых рынков, за исключением Азиатско-Тихоокеанского региона (кроме Японии).
- В июне 2020 года G1 передала Genor Biopharma права на разработку лероциклиба в Азиатско-Тихоокеанском регионе.
- В августе 2020 года G1 передала ARC Therapeutics права на свою программу доклинических ингибиторов CDK2.